# Aleksandr Aleksandrovich Fridman
Alexander Alexandrovich Friedman hay Friedmann (tiếng Nga: Александр Александрович Фридман) (16 tháng 6 1888, Saint Petersburg, Đế quốc Nga – 16 tháng 9 1925, Leningrad, Liên Xô) là một nhà vũ trụ học và toán học người Nga và Xô Viết gốc Do Thái. Ông được mệnh danh là "người làm cho vũ trụ giãn nở".

## Cuộc đời và công việc
Alexander Friedman sống phần lớn cuộc đời tại Leningrad. Ông từng chiến đấu trong Chiến tranh Thế giới lần thứ nhất (trong quân đội Đế quốc Nga) như một người đánh bom và sau đó sống qua Cách mạng tháng 10 Nga.
Ông tìm ra nghiệm giãn nở vũ trụ cho phương trình trường Einstein vào năm 1922.(Ferguson, 1991: 67). Các tài liệu Friedman viết năm 1924, bao gồm "Über die Möglichkeit einer Welt mit konstanter negativer Krümmung des Raumes" (Về khả năng của một thế giới với hằng số cong không gian âm) xuất bản bởi tạp chí vật lý Đức Zeitschrift für Physik (Cuốn 21, tr. 326-332), thể hiện rằng ông đã tìm ra cả ba mô hình Friedman diễn tả độ cong dương, không và âm tương ứng, một thập kỉ trước khi Robertson và Walker công bố các phân tích của họ.
Các mô hình này của thuyết tương đối sau đó đã tạo nên cơ sở của Big Bang và lý thuyết vũ trụ tĩnh tại. Các nghiên cứu của Friedman ủng hộ cả hai lý thuyết như nhau, vì thế lý thuyết vũ trụ tĩnh tại đã không bị bỏ đi cho đến khi người ta đo được các bức xạ nền và bỏ lý thuyết này để theo mô hình Vụ nổ lớn.
Lời giải của phương trình trường Einstein trong đó mô tả một vũ trụ đồng nhất và đẳng hướng được gọi là "Vũ trụ Friedmann-Lemaître-Robertson-Walker", hay "FLRW", đặt theo tên của Friedman, và Robertson, Walker và Georges Lemaître những người đã nghên cứu vấn đề này vào thập niên 1920 và 1930, độc lập với Friedman.
Bên cạnh thuyết tương đối rộng, Friedman còn nghiên cứu thủy động lực học và thủy văn. Vào tháng 6 năm 1925, ông được phong làm viện trưởng của Viện Đo đạc Địa chất Trung ương tại Leningrad. Vào tháng 7 năm 1925, ông tham dự vào một chuyến bay khinh khí cầu lập kỉ lục, chạm tới độ cao 7400 m.
Friedman mất vào 16 tháng 9 năm 1925, ở tuổi 37, do bệnh sốt vàng da mà ông mắc phải khi đi nghỉ tại Krym.
George Gamow, một nhà vật lý nổi tiếng, và học trò của Friedman.